# Althegnenberg
Althegnenberg település Németországban, azon belül Bajorországban. Lakosainak száma 2111 fő (2023. december 31.). Althegnenberg Mammendorf és Adelshofen községekkel határos.

## Népesség
A település népessége az elmúlt években az alábbi módon változott:
| Lakosok száma | 216  | 622  | 1264 | 1368 | 1819 | 1908 | 2039 | 2002 | 2070 | 2111 |
|               | 1875 | 1950 | 1975 | 1987 | 2012 | 2014 | 2016 | 2017 | 2021 | 2023 |